# 59
Aquesta pàgina és per a l'any. Per al nombre, vegeu cinquanta-nou.

## Esdeveniments

### Imperi Romà
- Publio Clodius Thrasea Paetus es retira del Senat Romà.
- Boiocalus, cabdill del poble germànic dels ansibaris, declara la guerra als romans.

## Necrològiques
- Agripina II, mare de Neró, assassinada sota les ordres del mateix Neró.